# Tipula cirrata
Tipula cirrata är en tvåvingeart som beskrevs av De Jong 1995. Tipula cirrata ingår i släktet Tipula och familjen storharkrankar. Inga underarter finns listade i Catalogue of Life.